# جو أرنولد
جو أرنولد (بالإنجليزية: Joe Arnold)‏ هو لاعب كرة قاعدة أمريكي، ولد في 26 فبراير 1947 في دايتونا بيتش في الولايات المتحدة.